# Herbert Krolikowski
Herbert Krolikowski (Hamburg, 1924. március 15. – Berlin, 2012. november 28.) német politikus és diplomata. Többször is volt kormányzati miniszter, egy ideig az NDK csehszlovákiai nagykövete is volt. Mivel Kelet-Németország fő ereje a SED volt, Krolikowski életének egyik legfontosabb állomása is az volt, hogy 1976-ban a pártvezetőség 146 tagja közé került.